# Elsdorf (Kolonia)
Elsdorf, Köln-Elsdorf – dzielnica miasta Kolonia w Niemczech, w okręgu administracyjnym Porz, w kraju związkowym Nadrenia Północna-Westfalia, na prawym brzegu Renu.